# Gentelles
Gentelles est une commune française située dans le département de la Somme, en région Hauts-de-France.

## Géographie

### Localisation
Gentelles est un village picard de l'Amiénois.
À vol d'oiseau, la commune est située à 5 km au sud-ouest de Villers-Bretonneux, 8 km au sud-ouest de Corbie, 9 km au nord de Moreuil et à 13 km au sud-est d'Amiens.
Le territoire de la commune est limitrophe de ceux de sept communes.Les communes limitrophes sont Berteaucourt-lès-Thennes, Blangy-Tronville, Boves, Cachy, Domart-sur-la-Luce et Thézy-Glimont.

### Nature du sol et du sous-sol
Le sol de la commune est de nature argileuse pour la majeure partie du territoire. 30 ha de terre glaise et caillouteuse et 50 ha de craie et de marne complètent le territoire.

### Relief, paysage, végétation
Le relief de la commune est celui d'un plateau, le plateau du Santerre, incliné vers l'ouest, traversé par une petite vallée. Une petite éminence, le mont Évangile culmine à 117 m.

### Hydrographie
La commune est située dans le bassin Artois-Picardie. Elle n'est drainée par aucun cours d'eau.

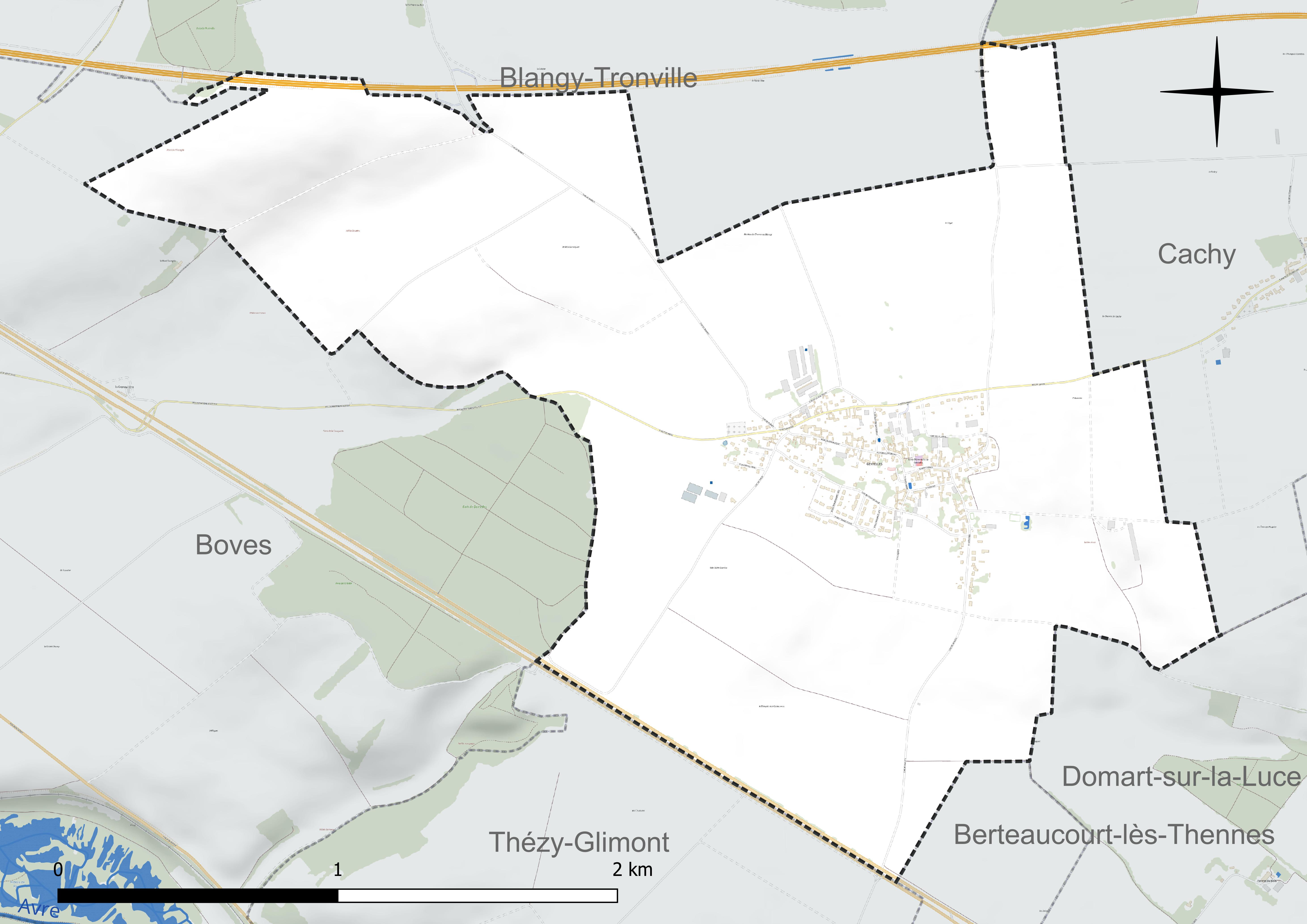
Réseau hydrographique de Gentelles.

### Climat
Pour des articles plus généraux, voir Climat des Hauts-de-France et Climat de la Somme.
En 2010, le climat de la commune est de type climat océanique dégradé des plaines du Centre et du Nord, selon une étude du CNRS s'appuyant sur une série de données couvrant la période 1971-2000. En 2020, Météo-France publie une typologie des climats de la France métropolitaine dans laquelle la commune est exposée à un climat océanique et est dans la région climatique Nord-est du bassin Parisien, caractérisée par un ensoleillement médiocre, une pluviométrie moyenne régulièrement répartie au cours de l'année et un hiver froid (3 °C).
Pour la période 1971-2000, la température annuelle moyenne est de 10,3 °C, avec une amplitude thermique annuelle de 14,2 °C. Le cumul annuel moyen de précipitations est de 715 mm, avec 11,8 jours de précipitations en janvier et 8,7 jours en juillet. Pour la période 1991-2020, la température moyenne annuelle observée sur la station météorologique la plus proche, située sur la commune de Glisy à 6 km à vol d'oiseau, est de 11,1 °C et le cumul annuel moyen de précipitations est de 646,6 mm,. Pour l'avenir, les paramètres climatiques de la commune estimés pour 2050 selon différents scénarios d'émission de gaz à effet de serre sont consultables sur un site dédié publié par Météo-France en novembre 2022.

## Urbanisme

### Typologie
Au 1er janvier 2024, Gentelles est catégorisée commune rurale à habitat dispersé, selon la nouvelle grille communale de densité à sept niveaux définie par l'Insee en 2022.
Elle est située hors unité urbaine. Par ailleurs la commune fait partie de l'aire d'attraction d'Amiens, dont elle est une commune de la couronne,. Cette aire, qui regroupe 369 communes, est catégorisée dans les aires de 200 000 à moins de 700 000 habitants,.

### Occupation des sols
L'occupation des sols de la commune, telle qu'elle ressort de la base de données européenne d'occupation biophysique des sols Corine Land Cover (CLC), est marquée par l'importance des territoires agricoles (90,4 % en 2018), en diminution par rapport à 1990 (91,4 %). La répartition détaillée en 2018 est la suivante : 
terres arables (90,4 %), zones urbanisées (9,4 %), forêts (0,1 %). L'évolution de l'occupation des sols de la commune et de ses infrastructures peut être observée sur les différentes représentations cartographiques du territoire : la carte de Cassini (XVIIIe siècle), la carte d'état-major (1820-1866) et les cartes ou photos aériennes de l'IGN pour la période actuelle (1950 à aujourd'hui).

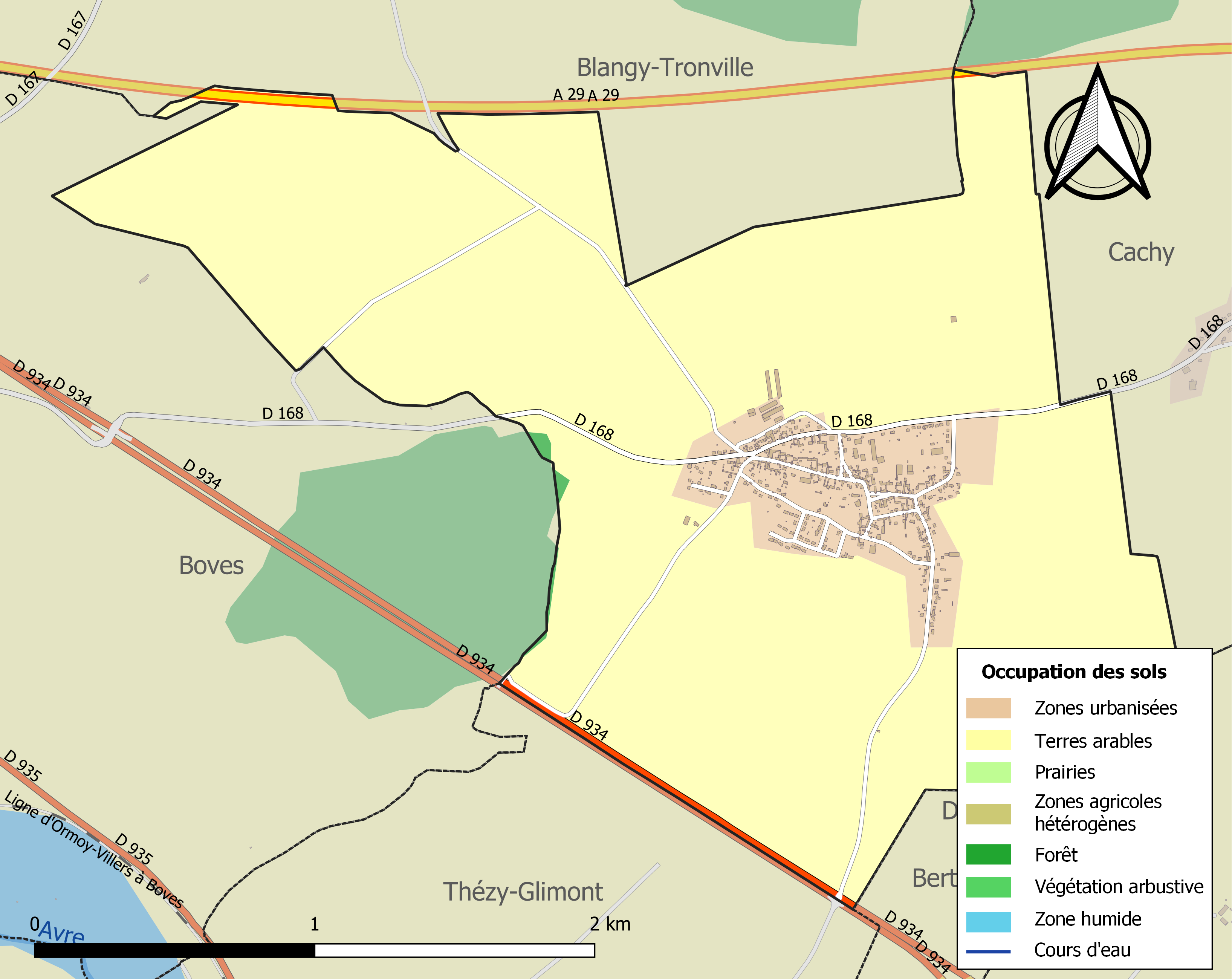
Carte des infrastructures et de l'occupation des sols de la commune en 2018 (CLC).

### Habitat
La commune présente un habitat groupé.

### Voies de communication et transports
La localité est desservie par les lignes d'autocars du réseau Trans'80, Hauts-de-France, tous les jours sauf le dimanche et les jours fériés (ligne no 40, Roye - Hangest-en-Santerre - Amiens).

## Toponymie
On trouve plusieurs formes pour désigner Gentelles dans les textes anciens : Gentilla en 660 ; Gentella en 660 ; Gentele en 1133 ; Gentelle en 1174 ; Gentela en 1301 ; Gontelle en 1648 ; Gentelles en 1720 ; Gentilles en 1764 ; Gentel ; Le Gendalle en 1778 et enfin Gentelles,.

## Histoire

### Moyen Âge
La terre de Gentelles fit partie de la donation que la reine Bathilde fit en 662 à l'abbaye de Corbie.
Une chapelle fut construite en 1225. En 1226, le chevalier Jehan de Gentelles fit don de 14 journaux de terre à l'abbaye de Corbie. En 1299, le chevalier Jean de Gentelles est cité dans le cartulaire de l'Hôtel-Dieu d'Amiens.
Au XVe siècle, fut construite l'église.

### Époque moderne
En 1557, Pierre Carbonnier, habitant de Corbie possédait à Gentelles un fief relevant de l'abbaye de Corbie.
En 1728, la cure de Gentelles avait un revenu de 448 livres. Au XVIIIe siècle on comptait à Gentelles 230 communiants.

### Époque contemporaine

#### Guerre de 1870
Durant la guerre de 1870, le 26 novembre 1870, Gentelles fut le théâtre d'un combat livré entre le 20e bataillon de chasseurs et les Allemands.
Les Prussiens effectuèrent une reconnaissance offensive sur les positions françaises de Gentelles. Vers 13 h 00, l'ennemi attaqua le 20e bataillon de chasseurs à pied en position à la tuilerie de Gentelles sur la route de Domart-sur-la-Luce. L'infanterie et la cavalerie prussiennes furent alors refoulées. L'ennemi se porta alors sur Boves mais fut là encore refoulé. Il se replia jusqu'au bois de Gentelles poursuivi par quatre compagnies de chasseurs, s'ensuivit une violente fusillade qui dura jusqu'à la nuit. Renforcées par trois compagnies du 67e régiment de marche, les troupes françaises finirent par déloger du bois les Prussiens, le 27 novembre vers 6 h 30 du matin. Le bilan humain de cette échauffourée fut sévère : le sous-lieutenant Herbin, un sergent, quatorze chasseurs, un soldat du 43e régiment de ligne et un autre soldat français furent tués.
On dénombra, sur le territoire de la commune, 25 morts dont 12 Français, inhumés dans le cimetière où un monument a été élevé.

#### Première Guerre mondiale
Pendant la Première Guerre mondiale, en 1918, au cours de la Bataille de la Somme, la commune de Gentelles fut totalement ravagée.

## Politique et administration
| Période                                  | Période                      | Identité       | Étiquette | Qualité                                                                                    |
| ---------------------------------------- | ---------------------------- | -------------- | --------- | ------------------------------------------------------------------------------------------ |
| Les données manquantes sont à compléter. |                              |                |           |                                                                                            |
| juillet 1985                             | juin 1995                    | Henri Feurtrie |           | Agriculteur                                                                                |
| juin 1995                                | 2014                         | Christian Alix | ÉCO       |                                                                                            |
| 2014                                     | En cours (au 8 octobre 2020) | Xavier Commecy |           | Retraité Vice-président de la CC du Val de Somme (2020 → ) Réélu pour le mandat 2020-2026, |

## Population et société

### Démographie
L'évolution du nombre d'habitants est connue à travers les recensements de la population effectués dans la commune depuis 1793. Pour les communes de moins de 10 000 habitants, une enquête de recensement portant sur toute la population est réalisée tous les cinq ans, les populations de référence des années intermédiaires étant quant à elles estimées par interpolation ou extrapolation. Pour la commune, le premier recensement exhaustif entrant dans le cadre du nouveau dispositif a été réalisé en 2006.

En 2022, la commune comptait 633 habitants, en évolution de +0,64 % par rapport à 2016 (Somme : −1,26 %, France hors Mayotte : +2,11 %).
| 1793 | 1800 | 1806 | 1821 | 1831 | 1836 | 1841 | 1846 | 1851 |
| ---- | ---- | ---- | ---- | ---- | ---- | ---- | ---- | ---- |
| 440  | 484  | 547  | 596  | 640  | 666  | 686  | 682  | 691  |

| 1856 | 1861 | 1866 | 1872 | 1876 | 1881 | 1886 | 1891 | 1896 |
| ---- | ---- | ---- | ---- | ---- | ---- | ---- | ---- | ---- |
| 685  | 701  | 714  | 660  | 630  | 646  | 592  | 584  | 545  |

| 1901 | 1906 | 1911 | 1921 | 1926 | 1931 | 1936 | 1946 | 1954 |
| ---- | ---- | ---- | ---- | ---- | ---- | ---- | ---- | ---- |
| 502  | 480  | 415  | 233  | 293  | 268  | 288  | 323  | 335  |

| 1962 | 1968 | 1975 | 1982 | 1990 | 1999 | 2006 | 2011 | 2016 |
| ---- | ---- | ---- | ---- | ---- | ---- | ---- | ---- | ---- |
| 329  | 299  | 358  | 359  | 446  | 461  | 467  | 554  | 629  |

| 2021 | 2022 | - | - | - | - | - | - | - |
| ---- | ---- | - | - | - | - | - | - | - |
| 639  | 633  | - | - | - | - | - | - | - |

### Enseignement
Pour l'année scolaire 2016-2017, l'école primaire publique du village compte 68 élèves. Elle fait partie de l'académie d'Amiens.

## Environnement
- Le village est labellisé village fleuri et reçoit sa première fleur au concours des villes et villages fleuris en 2022[34].
- La commune est saluée pour son fleurissement remarquable, elle est récompensée en 2024 par l'obtention d'une deuxième fleur au concours des villes et villages fleuris[35].

## Économie

### Activités économiques et de services
L'agriculture reste l'activité dominante de la commune.

## Culture locale et patrimoine

### Lieux et monuments
- Église Saint-Martin[36],[37].

- Mémorial du bois de Gentelles, situé sur le bord de la D 934, sur le territoire de la commune de Boves.
- Chapelle, en direction d'Amiens. Détruite par les obus allemands en 1918, elle est restaurée en 1923[38].

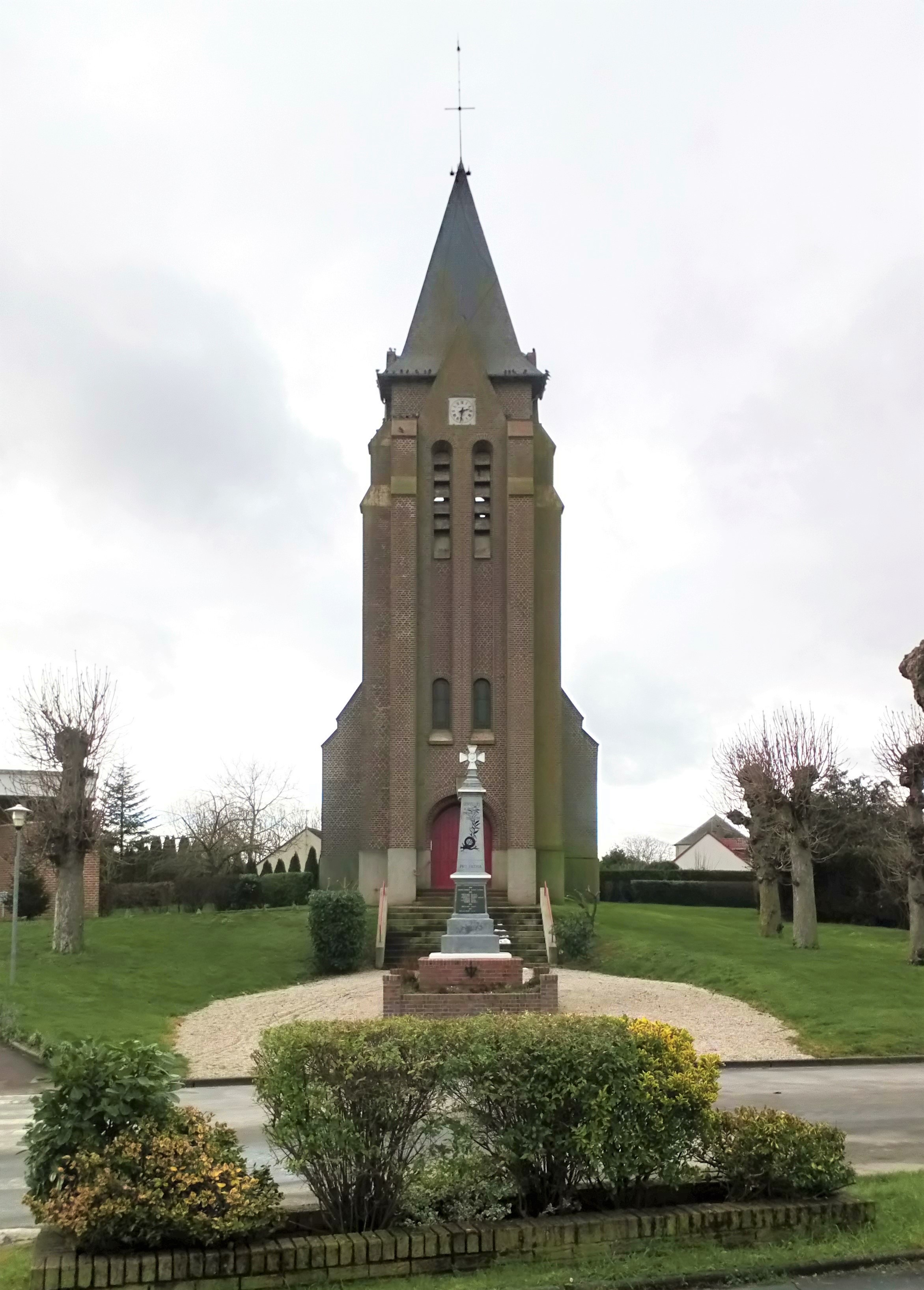
Eglise Saint-Martin.
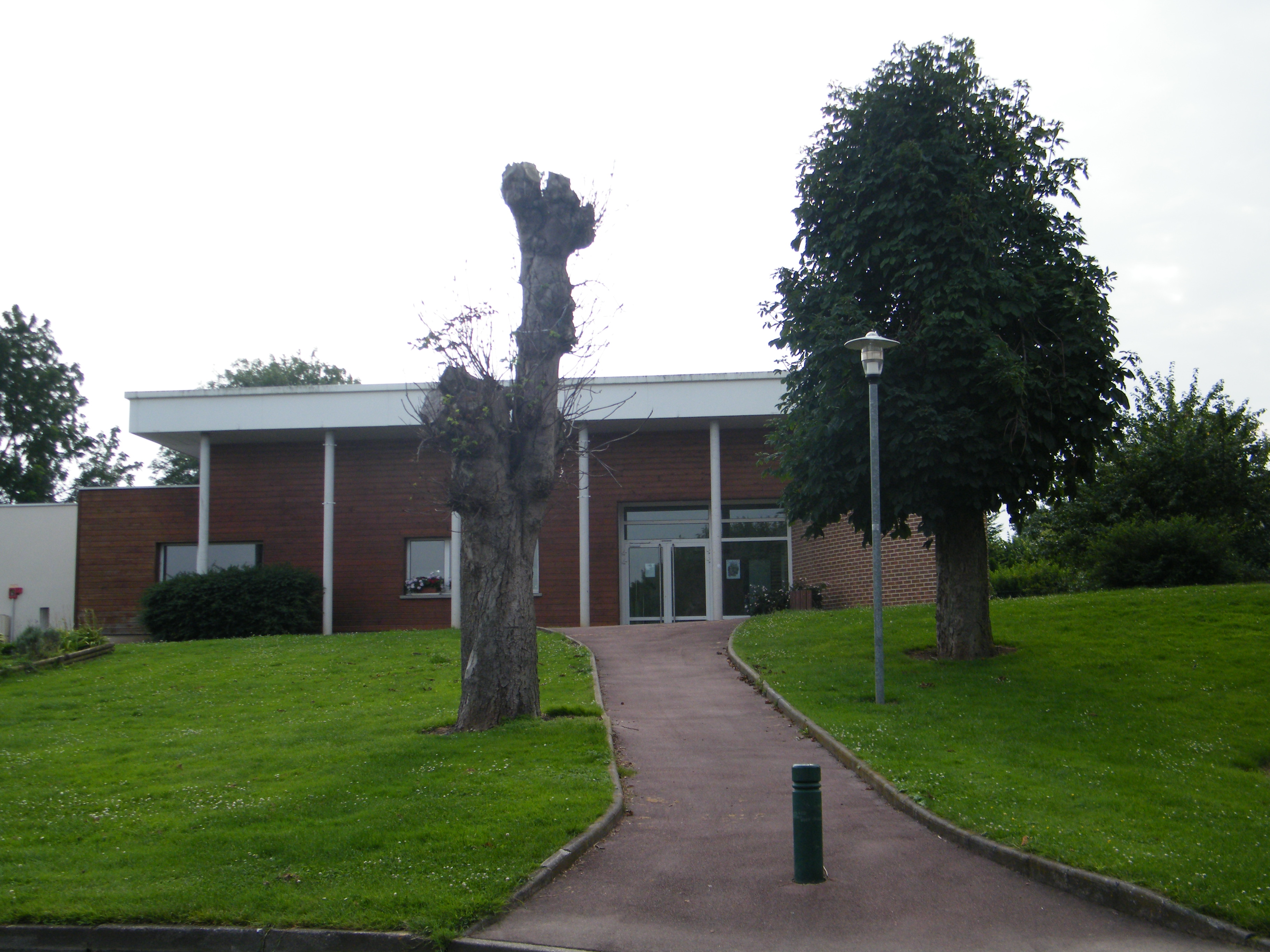
Salle communale.
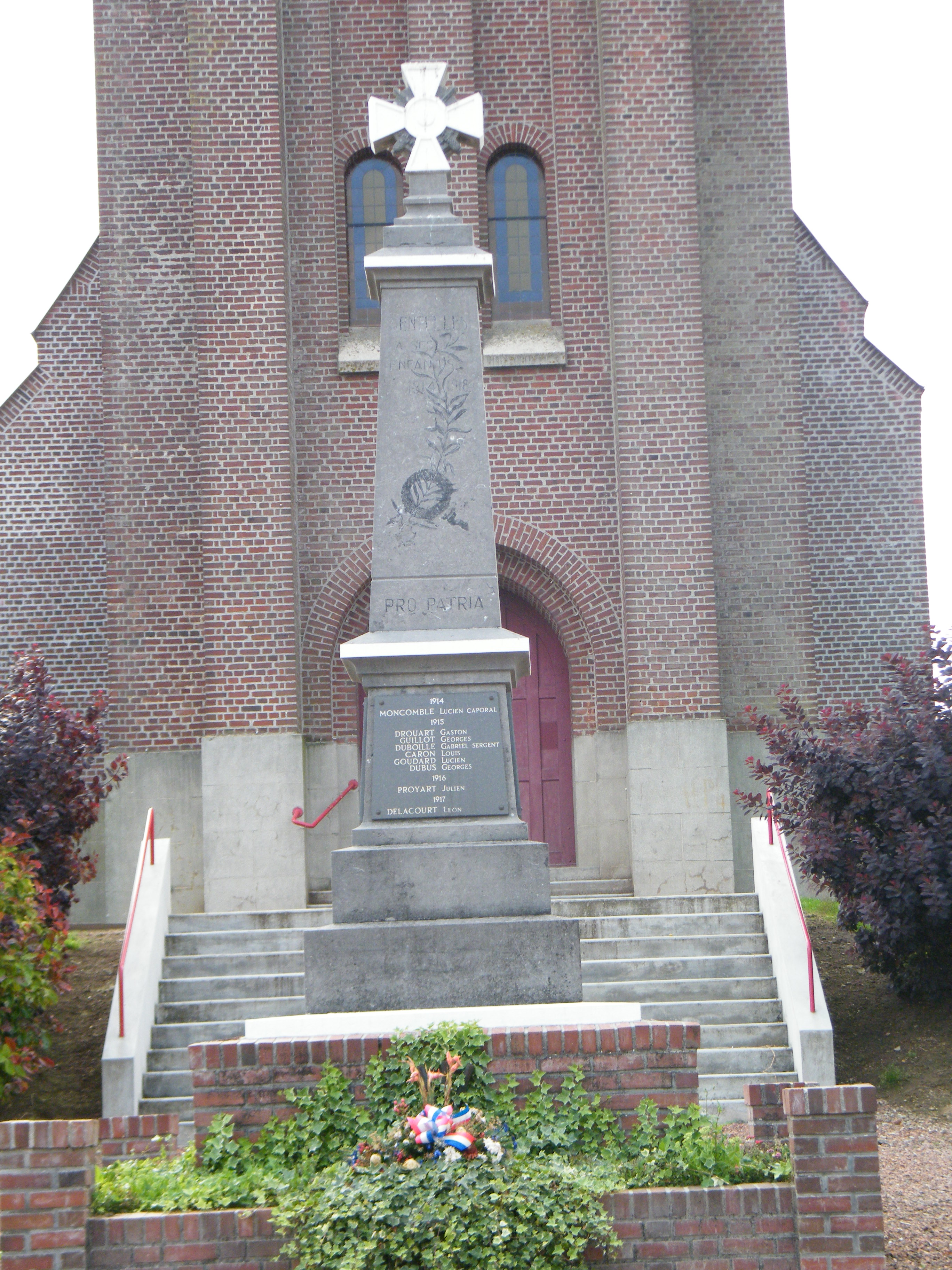
Monument aux morts.
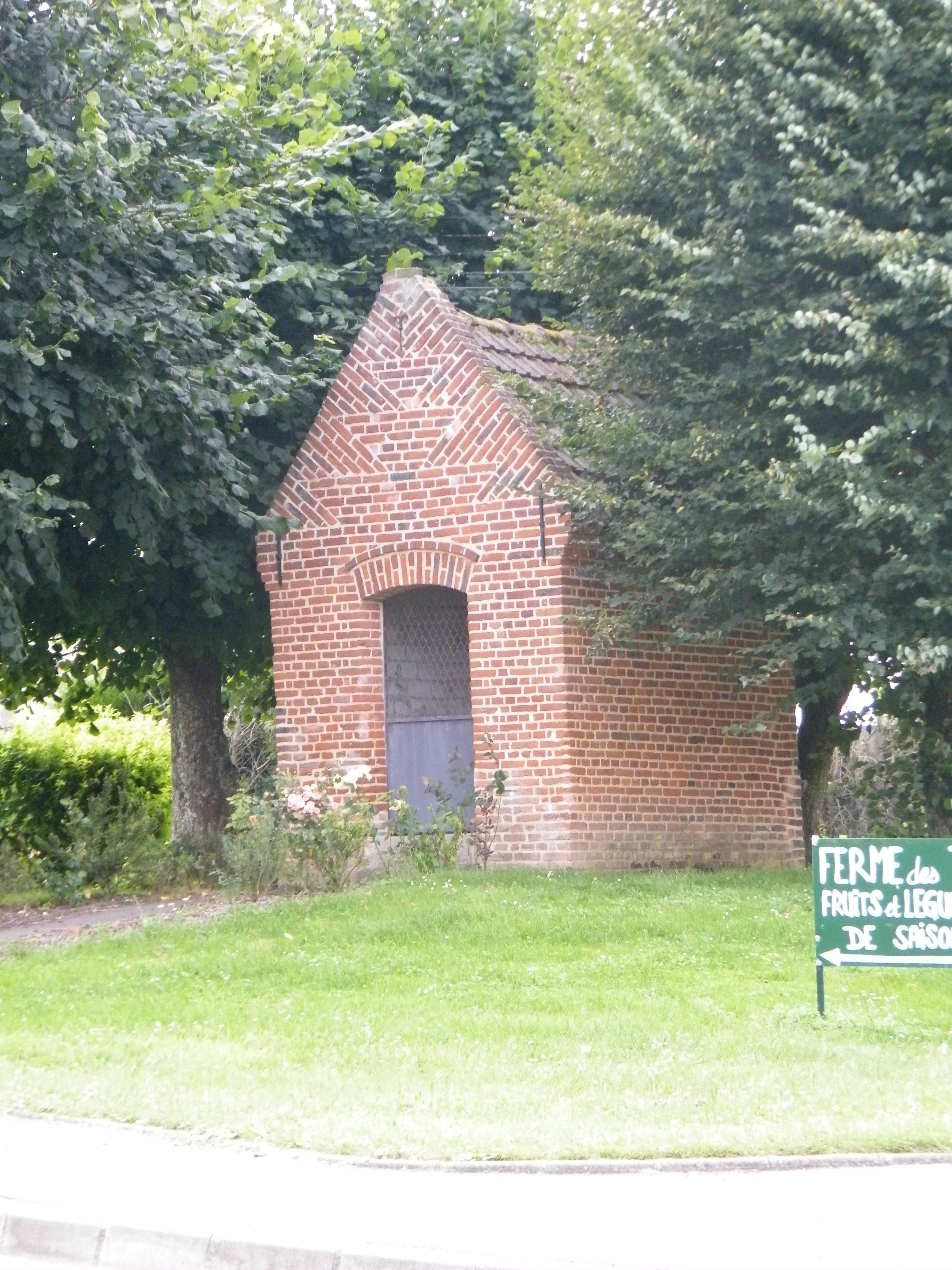
Chapelle en sortie de village.